# Manoir de Kervazy
Le manoir de Kervazy est un édifice situé à Plaudren en France.

## Localisation
Le manoir est situé sur le territoire de la commune de Plaudren, au lieu-dit Kervazy, dans le département du Morbihan en région Bretagne.

## Description
Le manoir date du XVIe siècle, édifice à un étage carré, construit en moellons de granite. Toiture à longs pans recouverte d'ardoises, pignon découvert, noue. Escalier hors-œuvre : escalier à vis sans jour.

## Historique
Manoir du XVIe siècle. Cheminée portant les blasons des Kervazic, écu plein et en alliance avec Coatregal et la Bourdonnaye,.
Il est inscrit à l'inventaire général du patrimoine culturel.